# THE BEATLES 10
THE BEATLES 10（ザ・ビートルズテン）は、アール・エフ・ラジオ日本が放送している音楽番組である。副題「毎週ビートルズTOP10」（まいしゅうビートルズトップテン）。2004年10月2日に放送開始。放送時間は毎週日曜 19:00 - 20:00。
メインパーソナリティは自称SIBF（生涯・1ビートルズフリーク）・謎の音楽家カンケ。サブパーソナリティーは番組開始から9年間ほどは「ほんまちゃん」〔音楽プロデューサーのピーター・ホンマ（本間泰樹）〕。本間の後は「自称『門前の小僧』」「せえしよおさん」こと「せえしよおゆうこ」（放送作家・清正裕子）。

## 放送時間の推移
| 放送期間               | 放送時間               | 備考 |
| ---------------------- | ---------------------- | --- |
| 2004年10月 - 2005年3月 | 毎週土曜 19:00 - 20:25 | |
| 2005年4月 - 9月        | 毎週土曜 24:30 - 25:30 | ラジオ日本ジャイアンツナイター開始を受け変更。 |
| 2005年10月 - 2006年3月 | 毎週土曜 24:30 - 26:00 | |
| 2006年4月 - 9月        | 毎週土曜 25:00 - 26:00 | |
| 2006年10月 - 2007年3月 | 毎週日曜 19:30 - 21:00 | |
| 2007年4月 - 9月        | 毎週木曜 27:00 - 28:00 | |
| 2007年10月 - 2008年3月 | 毎週日曜 20:30 - 21:30 | 正確には9月30日から。 |
| 2008年4月 - 9月        | 毎週木曜 24:00 - 25:00 | |
| 2008年10月 - 2009年3月 | 毎週土曜 20:00 - 21:00 | |
| 2009年4月 - 2011年3月  | 毎週土曜 25:00 - 26:00 | |
| 2011年4月 - 2012年9月  | 毎週日曜 23:00 - 24:00 | |
| 2012年10月 - 2013年9月 | 毎週日曜 20:00 - 21:00 | |
| 2013年10月 - 2017年3月 | 毎週日曜 23:00 - 24:00 | |
| 2017年4月 - 現在       | 毎週日曜 19:00 - 20:00 | ナイター中継などの特別番組が放送される場合は月曜早朝（日曜深夜）などに放送時間を移動するか、休止される。 毎年12月には箱根駅伝の事前番組放送のためラジオ日本のみ45分に短縮放送。 |

## 内容
ザ・ビートルズが1962年のレコードデビューから事実上解散した1970年までに発売した公式発表曲213曲と解散後発売のオリジナル・ソング24曲をネット投票などを受けトップテン形式にして発表する。アメリカにて「性的な曲である」として暫く放送禁止になっている「ハッピネス・イズ・ア・ウォーム・ガン」や曲が8分21秒ある関係で他の音楽番組ではほとんど流されない「レボリューション9」がフルに流れることもある。
2024年10月に放送20年を迎え、下記「ソロ10」および特別企画を行なう週を除き、ランキングを20位から発表する形にリニューアルされた。正式な番組タイトルは変わらないものの、その関係で番組中に「THE BEATLES "20"」とコールする場合もある。

## コーナー
- 「ソロ10」 - ビートルズメンバーそれぞれの誕生日付近に放送され、誕生日を迎えるメンバーのソロ楽曲やビートルズ以外の参加グループでの楽曲などを通常ランキング同様に募集しランキング化する。

### 過去のコーナー
- 「邦題付け放題」 - まだ邦題が付けられていないビートルズ・ナンバーに邦題を付ける。

⇒2016年11月20日ラジオ日本放送分にてすべての曲に邦題がついたため、二巡目は回さずに終了。1995年以降に発表された「フリー・アズ・ア・バード」「リアル・ラヴ」「ナウ・アンド・ゼン」の3曲に関しても、公式発表曲に準ずる曲として2024年に公募し発表された。
- 「行列の出来るビートルズ相談所」 -リスナーの色々な質問にカンケが回答する。

⇒後にコーナーが自然消滅し、リスナー側が「教えてカンケさん」などと題して疑問している。
- 「あなたにあげる」 - ビートルズが他のアーティストに提供した曲の紹介。
- 「5人目のビートルズ」 - リスナーからの自演ビートルズナンバーの紹介。
- 「蔵出しレアトラック」 - ビートルズのレアグッズの価格を当てる。現在は中断。
- 「ホンマちゃんのカバー天国」 - ビートルズのカヴァーソングを流し歌っているミュージシャンを当てるクイズ風コーナー。

⇒かつてはラジオ日本のみオンエア（ネット局はCMブレイクに当たる）。後にコーナーに昇格。現在は中断。
- 「ビートルズ・ニュース」 - ビートルズに関する最近の話題を紹介する。

⇒ラジオ日本のみオンエア（ネット局はCMブレイクに当たる）。
- 「エピソード10」 - ビートルズの活動当時のエピソード10個をランキング形式で発表。それぞれをホンマちゃんが「Yes」「No」と判定する。トップ10以外に「今週注目したいのは初登場1x位」としてもう一つ紹介する。

⇒ラジオ日本のみオンエア（ネット局はCMブレイクに当たる）。現在は中断
- 「ビー10意識調査・あなたは何派?」 - ビートルズに絡むある質問に対してのアンケートを募集する。

⇒「トレーディング・ザ・ビートルズ」の本格的なコーナー化により一時休止中。
- 「トレーディング・ザ・ビートルズ」 - ビートルズに関する「お宝」を所有するゲストが出演し、「お宝」に関するエピソードを語る。

⇒ランキング発表のリニューアルにより休止中。

## 過去のゲスト
- 王様
- 石崎光
- カーネーション
- 加山雄三
- 川瀬康雄
- 倉本美津留
- サンボマスター
- 清水仁
- The Silver Beats
- 杉真理
- TAROかまやつ
- Dragon Ash
- 福岡耕三
- 藤田朋子
- 藤本国彦
- 星加ルミ子
- パウロ鈴木。
- The Parrots
- The Beatloos
- 松尾清憲
- ムッシュかまやつ
- リリー・フランキー
- 1966カルテット
- 佐藤竹善

## ネット局
2023年4月現在。放送時間の早い順から記載。
| 放送対象地域 | 放送局名                 | 放送時間                                        | 放送基準   |
| ------------ | ------------------------ | ----------------------------------------------- | ---------- |
| 神奈川県     | アール・エフ・ラジオ日本 | 毎週日曜 19:00 - 20:00                          | 制作局     |
| 秋田県       | 秋田放送（ABS）          | 毎週土曜 18:00 - 19:00                          | 25時間先行 |
| 石川県       | 北陸放送（MRO）          | 毎週土曜 18:00 - 19:00                          | 25時間先行 |
| 青森県       | 青森放送（RAB）          | 毎週日曜 4:00 - 5:00 （毎週土曜 28:00 - 29:00） | 15時間先行 |
| 富山県       | 北日本放送（KNB）        | 毎週日曜 19:00 - 20:00                          | 同時ネット |
| 岐阜県       | 岐阜放送（ぎふチャン）   | 毎週日曜 19:00 - 20:00                          | 同時ネット |
| 熊本県       | 熊本放送（RKK）          | 毎週月曜 22:00 - 23:00                          | 27時間遅れ |